# 杨恩赉
杨恩赉（Archbishop Cirillo Rodolfo Jarre, O.F.M.1878年2月3日—1952年3月8日）是德国籍天主教方济各会传教士、天主教济南教区总主教。

## 生平
1878年2月3日，杨恩赉生于德国莱茵省（今莱茵兰-普法尔茨州）的阿尔魏勒，他是他是家中8个孩子中的第四个，父亲亨利是阿尔魏勒的富有商人。1894年，杨恩赉就读于荷兰哈尔凡得城（Harreveld）的方济各会中学，1897年8月23日，19岁的杨恩赉加入方济各会。杨恩赉在德国帕德博恩学习神学，1903年8月14日，25岁的杨恩赉在帕德博恩主教座堂升为神父。
1905年1月，杨恩赉奉派遣至中国传教，在山东省武定府（治今惠民县）姜家楼、蒲台县丘李庄任本堂神父。他也经历了1914年的青岛围城战，并被日本俘虏。在1921年和1922年，黄河发生严重的洪水灾害，杨恩赉率领方济各会的救灾工作。为此，他获得中国政府的嘉奖。
1924年9月16日，杨恩赉被方济各总会召回罗马，任安多尼大学和传信大学教授。他也参加了1928年9月在维尔茨堡举行的的第五次国际福传大会。
1929年5月18日，梵蒂冈委任51岁的杨恩赉为中国济南府宗座代牧区代牧主教。同年7月25日，他在德国特里尔主教座堂接受祝圣礼。当年9月下旬，他到达济南就任主教。在前往中国途中，他曾访问日本，学习当地的传教工作。
1933年，杨恩赉主教创办了《光华报》。1934年，他将中华民国民法典翻译为拉丁文。在1936年大洪水期间，杨恩赉主教建立了一所临时医院。1937年，他参加马尼拉国际圣体大会。抗战时期，主教为安全计，下令全体中西教士集中在济南市内传教。1939年为济南成立教区百年大庆，杨主教将将圣教法典译成中文。1946年4月11日，中国圣统制成立，杨恩赉升为济南教区总主教。到1948年，教区有44000教友。
1948年9月，解放军占领济南。由于杨恩赉主教反对教徒参加三自运动，因而于1951年7月25日，在他祝圣主教22周年的当天，在新政府取缔圣母军时被关押，10月17日正式被捕入狱，1952年，杨恩赉因病狱外就医，3月8日去世于济南若瑟医院（73岁），安葬在济南东南方林家庄村的天主教公墓。他的教友们给他穿上殉道者的红色衣服，但是当局挖出尸体，换上了黑色囚服。最后，达成了妥协，杨恩赉的尸体穿着白色的衣服安葬。